# Cerkiew św. Teodora Studyty w Moskwie
Cerkiew św. Teodora Studyty – prawosławna cerkiew w Moskwie, w rejonie Priesnienskim, w dekanacie centralnym eparchii moskiewskiej miejskiej Rosyjskiego Kościoła Prawosławnego.

## Historia
Wzmianki o pierwszej cerkwi św. Teodora Studyty na miejscu opisywanej świątyni pochodzą z XVI w. i sugerują, iż budowla ta powstała po 1480, przetrwała zaś do pożaru w 1547. Nowa cerkiew została wzniesiona w latach 1626–1627 jako główny sobór monasteru Fiodorowskiej Ikony Matki Bożej i Smoleńskiej Ikony Matki Bożej erygowanego przez patriarchę moskiewskiego i całej Rusi Filareta na miejscu, gdzie wracającego z niewoli w Polsce hierarchę witało moskiewskie duchowieństwo. W świątyni urządzono ołtarze świętych Teodora Studyty oraz Awerkiusza Hierapolskiego. Równolegle z budowlą sakralną wznoszono należącą do niej dwukondygnacyjną dzwonnicę, jedną z pierwszych moskiewskich dzwonnic krytych dachem namiotowym. Funkcje monasterskiej cerkiew pełniła do 1709, gdy ufundowany przez Filareta klasztor został zamknięty. Budowla stała się tym samym świątynią parafialną.
Cerkiew została zniszczona w pożarze Moskwy w 1812 i po wyparciu z Rosji wojsk napoleońskich odbudowano ją w nowym stylu empire, dostawiając absydę i odmiennie dekorując elewacje szerokiego przedsionka. W latach 1865–1873 dokonano kolejnej przebudowy obiektu.
Budowla pozostawała czynna dla wiernych do 1932, gdy została zamknięta. Rosyjski Kościół Prawosławny odzyskał obiekt sześćdziesiąt lat później, przy czym w latach 1984–1985 świątynia była poddawana renowacji.
Szczególnym kultem w obiekcie otaczana jest ikona patronalna.